# Thaumatopsis floridella
Thaumatopsis floridella là một loài bướm đêm trong họ Crambidae.